# Deltacephalaspis
Deltacephalaspis – rodzaj stawonogów z wymarłej gromady trylobitów, z rzędu Phacopida.
Żył w okresie wczesnego dewonu (ems).